# الاحتجاجات الأردنية 2022
الاحتجاجات الأردنية 2022 أو احتجاجات الأردن 2022 هي سلسلةٌ من الاحتجاجات التي اندلعت في كانون الأول/ديسمبر 2022 في الأردن بسببِ ارتفاع أسعار الغاز. قُتل خلال هذه الاحتجاجات ضابط شرطة، بعدما أُصيب برصاصة في رأسه خلال إحدى الاحتجاجات التي شهدتها مدينة معان بجنوب البلاد. وردت أنباءٌ عن استعمال السلطات الأمنيّة وشرطة مكافحة الشغب الغاز المسيل للدموع لتفريقِ الاحتجاجات، كما اشتبكَ عددٌ من الشبان مع العناصر الأمنيّة في عددٍ من المناطق والمدن التي طالتها الاحتجاجات، ونظَّم محتجون في أحدِ أحياء العاصمة تظاهرة وُصفت بالكبيرة لكنها تحوّلت لأعمال شغب وعنف بعدما تدخَّلت الشرطة لتفريقِ المتظاهرين الذين كانوا يُردّدون شعارات مناهضة للحكومة، وقالَ شهود عيان إنَّ شبانًا أحرقوا إطارات سيارات على طريق سريع رئيسي بين العاصمة والبحر الميت ما عطَّل حركة المرور هناك، كما اشتبك شبانٌ آخرون مع الشرطة في عدة أحياء في إربد، فيما شهدت مدن أخرى أصغر اشتباكات بالحجارة بين المحتجّين والقوات الأمنيّة.

## خلفية
في نوفمبر / تشرين الثانى 2022، رفعت لجنة تسعير المشتقات النفطية في الأردن الأسعار بنسبة تتراوح بين 40 - 46%، إذ ارتفع سعر لتر الديزل في الأردن بنسبة 46 % خلال ديسمبر 2022 مقارنة بما كان عليه في ديسمبر من 2021، فيما زادت أسعار الغاز المستخدم في التدفئة بنسبة 40 % مقارنة بما كانت عليه في أواخر 2021، ;ارتفعت أسعار البنزين بنحو 10 %.
نفذ العاملون في وسائل النقل العام والشاحنات وعمال الصهاريج والبرادات والعديد من أصحاب مركبات "التطبيقات الذكية" و"الأجرة" في الأردن إضرابا منذ بداية ديسمبر احتجاجا على ارتفاع أسعار المشتقات النفطية، وقد دعت نقابة المحروقات إلى تعليق الإضراب وفتح حوار مع الحكومة، لكن الجهات الحكومية لم تصدر أي تصريحات أو مواقف رسمية بشأن الإضراب. وكانت بداية الإضراب في العقبة جنوبي البلاد. ويُذكر أيضًا أن إضراب الشاحنات انطلق في معان، في 5 ديسمبر 2002.
في ليلة 10 إلى 11 ديسمبر 2022، أغلق محتجون الطريق الرئيسي بين مدينة إربد وعمّان، وأشعلوا النيران بالإطارات ومنعوا السيارات من المرور، احتجاجا على رفع أسعار المحروقات.
في 11 ديسمبر 2022، اتسع نطاق إضرابات قطاع النقل العام وامتدت إلى محافظتي معان السلط، وأعلن سائقو الحافلات في مادبا وذيبان الإضراب عن العمل للمطالبة بتخفيض أسعار المحروقات، بعد إعلان المحافظات كافة عن ذلك. وقد تجمّع المئات من الموظفين والطلبة بالشوارع والمجمعات الرئيسة في محاولة منهم للوصول إلى أماكن عملهم ودراستهم لكن دون جدوى.
في 14 ديسمبر 2022، حذر متابعون لتطورات المشهد الأردني من "كرة ثلج" قد تزيد من التحديات أمام الحكومة في ظل الإضرابات الأخيرة لأصحاب الشاحنات والعاملين في قطاع نقل البضائع والزبائن، في حين حضي الإضراب على دعم جماهيري لافت، خصوصا بعد التحاق طلاب الجامعات به.

## مقتل الضابط عبد الرزاق الدلابيح
ذكرت السلطات أن ضابط الشرطة، عبد الرزاق الدلابيح نائب مدير أمن معان، قُتل مساء الخميس 15 ديسمبر 2022 برصاصة أطلقها مجهول حين دخل ضباط مسلحون أحد أحياء مدينة معان للتصدي لأعمال شغب. وقالت الشرطة في بيان إن الضابط أصيب برصاصة في الرأس، عندما كان «يتعامل مع أعمال شغب كانت تقوم بها مجموعة من المخربين والخارجين عن القانون في منطقة الحسينية». في حين جرح خلالها ضابط وضابط صف بعيارات نارية.

## احتجاجات الجمعة
نُظمت احتجاجات يوم الجمعة في عدد من مناطق المملكة بعد يوم على مقتل الضابط. وبحلول المساء، لم ترد تقارير عن مواجهات واسعة النطاق.

## ردود فعل الحكومة
أعلن الأمن العام الأردني عن إيقاف منصة «تيك توك» عن العمل مؤقتا داخل الأردن، بسبب "إساءة استخدامها". وأعلنت وحدة الجرائم الإلكترونية «أنّ الوحدة وفرق الجرائم الإلكترونية تتابع ما يُنشر على وسائل التواصل الاجتماعي وخصوصاً فيما يتعلّق بخطاب الكراهية والحضّ على التخريب والاعتداء على أجهزة إنفاذ القانون والممتلكات وقطع الطرق»".
أوقفت سلطات الأمن في الأردن عشرات الأشخاص الذين شاركوا في الاحتجاجات، واعتبر الملك عبد الله الثاني أن «الاعتداءات وأعمال التخريب مساس خطير بأمن الوطن» وأنه لن يسمح بذلك.

## ردود فعل دولية
- الولايات المتحدة: حذرت السفارة الأميركية في الأردن رعاياها الخميس من السفر الشخصي والرسمي إلى محافظات الكرك والطفيلة ومعان والعقبة، وذلك حتى إشعار آخر.[18]